# Saint Daniel de Moscou
Daniel Alexandrovitch de Moscou (en russe : Даниил Александрович), saint Daniel de Moscou pour l'Église orthodoxe, né en 1261 et mort le 4 mars 1303, est le premier prince de Moscou.

## Biographie

### Origine
Il est le quatrième et dernier fils d'Alexandre Nevski et de sa seconde épouse, la grande-duchesse Bassa. Il est né à Vladimir, alors capitale de la principauté de Vladimir-Souzdal.
À la mort de son père, il n'a que deux ans et hérite de la petite principauté de Moscou. Trop jeune pour régner, l'administration est gérée par des tiuns (députés) nommés par son oncle paternel, Iaroslav III de Vladimir.

### Luttes
Il prend part à la lutte de pouvoir entre ses frères Dimitri Ier Vladimirski et André III de Vladimir, pour le contrôle de Vladimir et Novgorod. Après la mort de Dimitri en 1294, Daniel fait alliance avec Michel III de Vladimir et Ivan de Pereslavl (ru) contre André III.
La participation de Daniel à cette lutte montre l'influence politique croissante de Moscou.
Le souverain de Riazan tente de conquérir la principauté avec l'aide des Mongols. Le prince Daniel les bat près de Pereslavl-Zalesski. C'est une première victoire sur les Tatars. En 1300, il fait emprisonner par la ruse (selon les chroniques) le souverain de la principauté de Riazan. Pour obtenir sa libération, le prisonnier cède à Daniel sa forteresse de Kolomna. C'est une acquisition stratégique grâce à laquelle Daniel contrôle toute la rivière Moskova.
En 1302, sans enfants, son neveu et allié Ivan de Pereslavl lui lègue toutes ses terres, y compris Pereslavl.

### Un prince pacifique
Pendant l'occupation mongole et les luttes intestines entre les princes de Russie, Daniel maintient la paix à Moscou, sans effusion de sang. Durant ses trente ans de règne, il ne participe qu'à une seule bataille. Il était populaire et respecté de ses sujets pour son humilité et son pacifisme.

### Constructions
Il fonde le premier monastère de Moscou, le monastère de l'Épiphanie de Moscou qu'il place sous la protection de son saint patron, saint Daniel le Stylite (11 décembre). Plus tard, il fonde le monastère Danilov, aujourd'hui siège du patriarcat de Moscou.

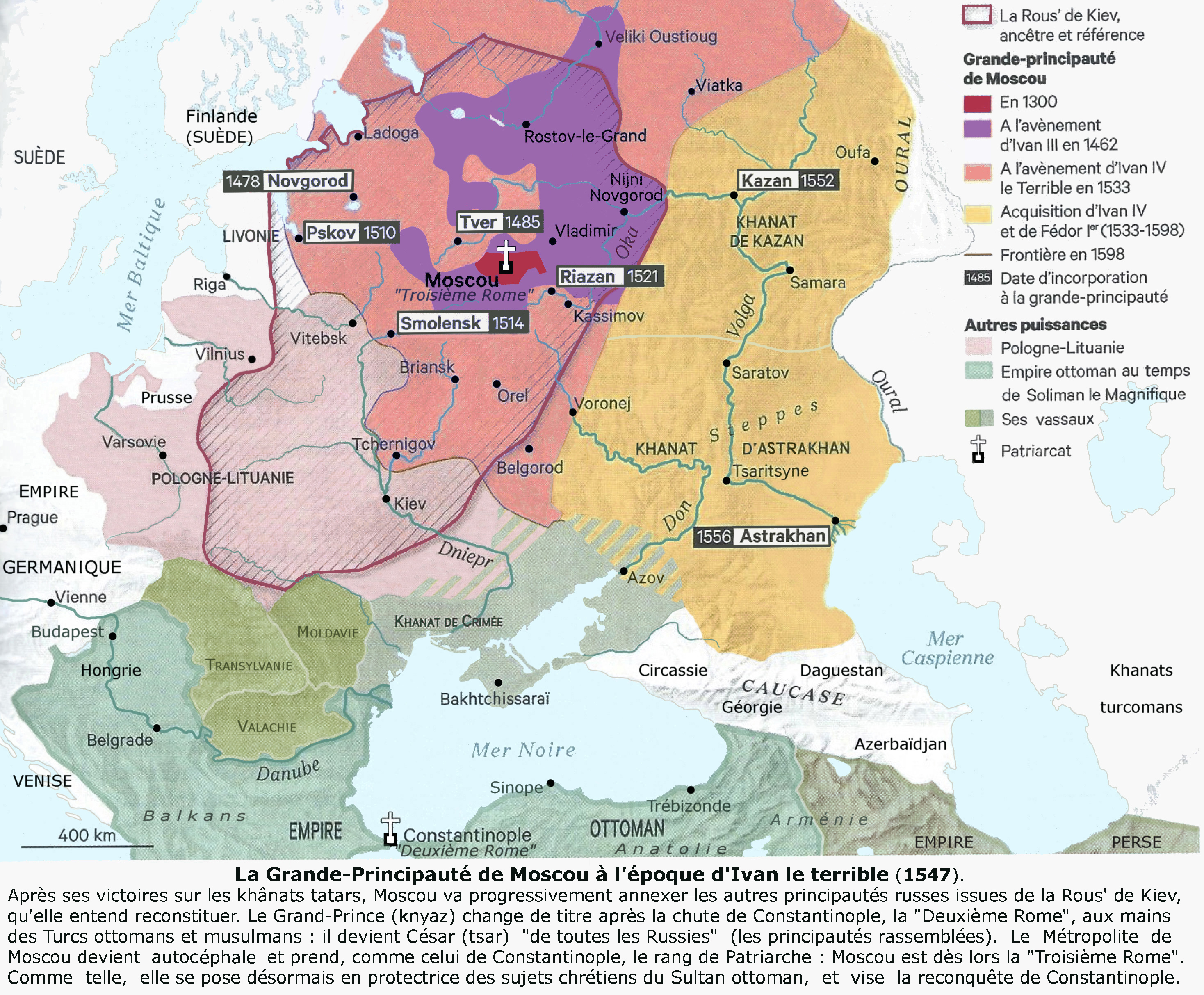
La Grande-principauté de Moscou et son expansion territoriale aux.

### Mort
Avant sa mort, le 4 mars 1303, il devient moine. Il est enterré, selon son souhait, dans le cimetière du monastère Danilov.
Il s'est manifesté après sa mort, réclamant qu'on cesse de l'oublier, et il est crédité de plusieurs miracles. Il est canonisé par l'Église orthodoxe russe en 1652. Il se fête le 4 mars.

### Succession
Avec le règne de ses successeurs, le titre de grand-duc passe de Vladimir à Moscou donnant naissance à la Grande-principauté de Moscou.